# 호세 루이스 로드리게스 (1997년)
호세 루이스 로드리게스 베반스(스페인어: José Luis Rodríguez Bebanz, 1997년 3월 14일 ~ )는 우루과이의 축구 선수로 현재 캄페오나투 브라질레이루 세리이 A의 바스쿠 다 가마에서 라이트 백으로 활동하고 있다.